# Montauk Building
Le Montauk Building, aussi connu comme le Montauk Block,, était un bâtiment situé dans la ville de Chicago, aux États-Unis. Il se trouvait au 64-70 West Monroe Street, près de l'angle nord-ouest de Monroe Street et Dearborn Street (sur le site de l'actuelle Chase Tower), dans le secteur du Loop.
Il s'agit du premier grand immeuble commercial conçu par le cabinet d'architectes D. H. Burnham & Company de Daniel Burnham et John Wellborn Root. Avec ses 130 pieds (39,62 mètres de hauteur) pour 10 étages, le Montauk Building fut considéré par certains comme étant le premier bâtiment à être appelé un « gratte-ciel »,. Cependant, les experts et les historiens estiment qu'il s'agit du Home Insurance Building, construit en 1885 et œuvre de l'architecte William Le Baron Jenney, à avoir été le premier bâtiment de l'histoire de l'architecture moderne à s'appeler un gratte-ciel .
Cependant, en raison de son architecture unique, de son utilisation de l'ossature métallique et de sa hauteur (15 mètres de plus que le Montauk Building), le Home Insurance Building reste la référence officielle lorsqu'il s'agit de déterminer l'identité du premier gratte-ciel construit à Chicago,.

## Description
Au cours des années 1880, les premiers gratte-ciel et bâtiments de grande hauteur virent le jour à Chicago. Le Home Insurance Building (42 m) construit entre 1884 et 1885 par William Le Baron Jenney, le Rookery Building (55 m) construit entre 1885 et 1888 par Daniel Burnham et son associé John Wellborn Root, de même que le Monadnock Building (65 m) construit entre 1889 et 1891 par ces derniers. Tous ces bâtiments furent construits par des architectes de l'École de Chicago et selon les préceptes de ce mouvement.
C'est durant cette période florissante que le Montauk Building fut érigé. L'invention de l'ascenseur permit la construction de bâtiments toujours plus hauts. Selon l'architecte américain Thomas Tallmadge : « Ce que Chartres était à la cathédrale gothique, le Montauk Building l'était au bâtiment commercial de grande hauteur ».
Conçu par les architectes John Wellborn Root et Daniel Burnham, le Montauk Building a été construit entre 1882 et 1883, et a été démoli en 1902. De nouvelles technologies permirent l'expansion rapide de l'industrie de la « haute construction commerciale » dans le centre-ville de Chicago.
Le Montauk Building fut également le premier bâtiment au monde dont les travaux de construction se poursuivirent durant la nuit et fut aussi le premier bâtiment de Chicago dont les éléments météorologiques et la rudesse de l'hiver 1882-1883 n'interrompirent pas ses efforts de construction.
Selon le magazine de vulgarisation scientifique Scientific American, dans sa revue de décembre 1997, parmi les premiers immeubles de grande hauteur aux États-Unis, il y a l'Equitable Building (1868-70), le Western Union Building (1872-75) et le New York Tribune Building (1873-75), tous situés à New York.
En 1902, le Montauk Building fut démoli pour faire place au First National Bank Building. Entre 1903 et 1965, le First National Bank Building occupa le site avant d'être à son tour démoli pour faire place à la Chase Tower.

## Dans la culture populaire
Dans son livre historique Le Diable dans la ville blanche (The Devil in the White City) paru en 2003 aux éditions Crown Publishers et dont l'action se déroule à Chicago durant l'Exposition universelle de 1893, l'auteur Erik Larson affirme que le Montauk Building est devenu le premier bâtiment à être appelé « gratte-ciel ». Dans sa monographie de 1974, Burnham of Chicago, Thomas Hines fait une affirmation similaire.